# JDM (自動車)

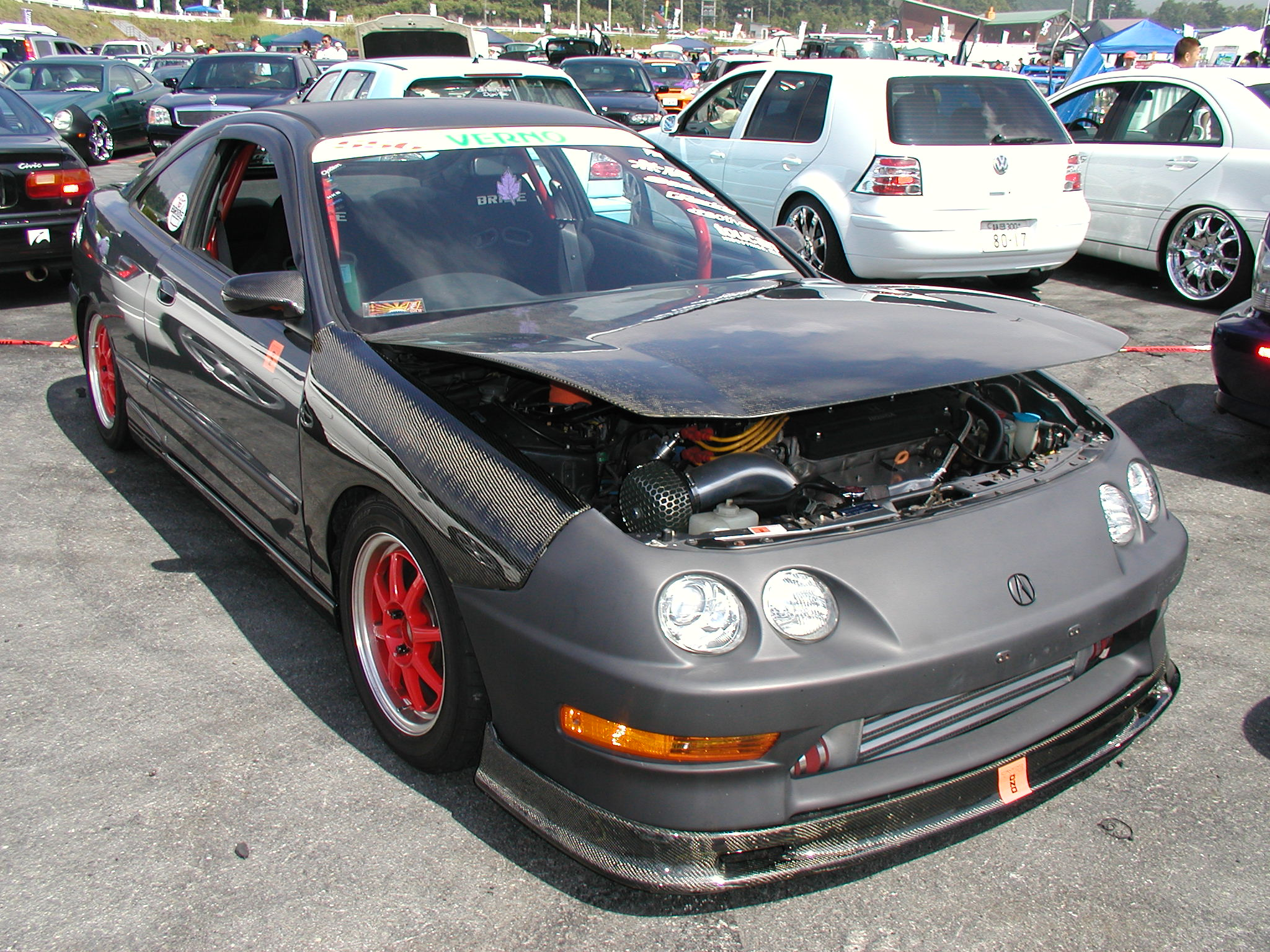
ホンダ・インテグラ（ACURA仕様）
日本国内におけるUSDMに当たる。

- JDM（ジェイディーエム）、Japanese domestic marketとは日本（国内）市場のこと。特に日本国内向けに設計、あるいは対日輸出時に仕様変更された自動車車体や日本国内で流通している自動車関連製品に対して用いられる。

- 上記が転じたものであり、自動車におけるカスタムの手法・ジャンルの一種である。言葉の持つ意味通り、日本のパーツメーカー、またはそれに準ずるメーカーが供給するパーツを用いて、日本国外の視点から見て車両をカスタムする手法がJDMとされている。本稿にて記述する。

## 定義・概要
広義においては日本国内専売の自動車や日本仕様の純正部品、日本製アフターマーケットパーツを用いたカスタム手法を指す用語として、狭義においてはスポーツコンパクト等のアメリカンカスタムにおいて、アメリカ国内において流通・販売されている日本車に対して、北米で流通している日本メーカー、またはそれに準ずるメーカーの部品を用いて改造、または日本車の日本純正部品を用いて日本純正仕様、またはそれに準ずる仕様に改造することを指す。日本国内においては広義、狭義とも広く（時には複合した意味で）用いられている。またイギリスやオーストラリアでも同様のカスタム手法をJDMと称して施している人々が存在する。両国とも日本と同じ右ハンドルの国であるため、左ハンドルである北米や欧州大陸仕様車よりも日本仕様に近いためアフターマーケットパーツなどがより簡単に装着できることもある。さらに右ハンドルということで、日本国内専売車が中古で日本から輸出されており、それらの車両を現地でJDMと呼ぶこともある。
狭義においてのJDMのカスタムのベースとなる車種は、日本車、特にストリートレーサーに用いられているようなスポーツカー、コンパクトカーが対象となる（そのため現地の「JDM」は日本の「USDM」と同義で用いられることが多い）。またUSDMを施した車に対して北米向け日本製品を装着することもJDMと呼ぶことがある。ジャンルとしてはアメリカが発祥であり、それを日本に逆輸入したものである。本来JDMは車種や部品を限定したものではないが、ジャンルとしての成立過程（後述）により、しばしばUSDMあるいはスポーツコンパクトの範疇に含まれることがある。
北米においては元来パーツを日本から輸入する必要があったために、1990年代前半頃までは日本のアフターマーケットメーカーの北米進出まではJDMはハードルが高かった。そこで、手に入らないものならばこちらで作ってしまえということでついにはそれらのコピー品（いわゆる日本製N1向けのホイールやGTカー向けの空力パーツなどを模した物など）が出回るようになった。日本国内において、それらのコピー品を使用することもJDMに含まれることがある。
その後1990年代後半あたりから、日本の著名なアフターマーケットメーカーが北米に進出するようになり、現地の法人にて現地向けに生産した部品を用いてカスタムすることもJDMに含まれるようになった。
現地では、走りに振ったカスタムを施し、アンバーターンランプ、カーボン製パーツ、リップスポイラー、小径ホイール（または黒色ホイール）、日本語のステッカー等を装着した車全般に対してもJDMと呼称することがしばしば見受けられる。また、日本より伝来し、現地開催されているD1GPの影響から、ドリフト走行を行う者、またはドリフト向けに振ったカスタムを施した車に対してもJDMと呼称することもあり、北米においても定義の変遷が見られる。
総じて言えるのは、このカスタムが日本における「走り屋」のスタイル（特に1990年代に流行していたスタイル）をモチーフとして現地（北米）なりのスタイルで消化されており、「スタイル重視で機能的には意味が無い」パーツはあまり用いず、走行性能の向上に比重を置いてカスタムしていることが多い。
上記により、カスタムとしてのJDMの定義として日本国内においては日本で売られている純正そのままの状態、走り屋、環状族、暴走族、あるいは日本国内専売車を用いて北米志向ではないカスタムを施したものについてをJDMとみなすことはほぼ皆無である。
このJDMは現在欧米を中心として非常にブームとなっており、かつて日本で流行したスポーツカーの多くが海外へ流出している。特にA80型スープラやスカイラインGT-Rといった1990年代を代表するスポーツカーは、現地ではスーパーカーを超える価格で販売される事も多い。そのため、日本におけるスポーツカーの盗難多発や中古価格の暴騰も招いている。日本国内のタマ数も大幅に減少しており、まともな個体を海外から逆輸入するといった逆転現象まで起きている。
一方で、2022年よりメーン州でFMVSS規制に適合しない車の公道走行が禁止されるようになり、これらの州ではJDMブームは廃れることになった。

## ジャンルとしての生い立ち

### 起源
1980年代にアメリカに日本車が大量に導入されてある程度の時期がたった頃、新車価格が安く、壊れにくい日本車は現地の若者の乗用車として格好のターゲットとなっていた。それにより現地での自動車雑誌も日本車に注目するようになり、Turbo誌などのチューンナップ雑誌も徐々に日本車中心の内容にシフトしていった。安価でコンパクトながら若干の改造で当時のアメリカ車と渡り合えた日本車は改造車の対象として大いに受け、若者以外にも浸透していった。
1990年代に入ると、雑誌や漫画などにより日本のいわゆる「走り屋」の改造スタイルが現地にも伝わり、その影響によりそれまでのカスタムとは別にストイックに走行性能の向上を求める輩が出てきた。
だが、性能向上を求める上での弊害もあった。日本、北米双方に同じ車として流通している日本車でも、その内容はそれぞれの法規に準拠しているため大きく異なる場合が多い。それは特にエンジンや排気系などに顕著で、北米では排ガス、騒音の規制が厳しいため日本国内では純正で設定されているような高性能エンジンが搭載されていないことが多かった。そのためストリートレーサー等での間では日本にしか設定されていない高性能エンジン（ホンダB16Aや日産SR20DET、RB26DETT等）は羨望の的であった。またアフターマーケットパーツにおいても同様で、現地にて製作されている物より相性の良い日本製品を求めるようになっていた。
そしてついには彼らの中の一部がわざわざ日本よりエンジンや部品を調達し、日本の走り屋のスタイルを彼らの観点で消化し、自分たちの車にカスタムを施した。それらは贅を尽くしたことでもあり、自動車の性能の高さもあいまって彼らの中で大きなステータスとなっていった。これの後に続く者が時を追うごとに増加し、こうしてJDMというジャンルが成立していった。2000年代には日本のアフターマーケットメーカーの北米進出により日本からの部品の供給が容易になり、比較的多くのJDMカスタムを目にすることができるようになった。

### 日本への導入
このように成立したJDMが日本にジャンルとして確立された形で持ち込まれたのは、1990年代中期にスポーツコンパクトが普及しだしてからといわれている。当時は日本においてこのジャンルの雑誌は皆無であったため、スポーツコンパクトカスタムを行うオーナーたちは現地の自動車雑誌を入手して改造を行っていた。そこでは現地法人の部品を用いた改造や、日本ではその筋に失笑を買うような勘違い（例えばシビッククーペにTYPE-Rのエンブレムを貼り付けたりするなど）が掲載されており、当時のオーナーたちはそこに斬新さを見出し、そこから得られた情報により同様の手法を行うことでカスタムの手法として確立していったといわれる（注：その後現地でも認識が高まり、誤ったエンブレムを用いることなどはクールではないとされるようになっている。英語版Rice Burner参照）。しかしまた一方で、雑誌等のメディアにより"JDM"という単語ばかりが先行して使用されるようになり、その成り立ちを無視して多少ドレスアップに振った日本の走り屋スタイルその物をJDMとして紹介するなどが行われている為に、元来の意味合いが薄れてきてしまい、ある意味では陳腐化しているともいえる。

## 主な改造方法
JDMをカスタムとして行う際には、その生い立ちからUSDMの考え方を下地にして行うことが多い。まず北米で販売されている純正状態を意識し、その上で日本製製品を追加するようなカスタムを行う。イギリスやオーストラリアの場合は前出の通り、現地仕様車も右ハンドルであり、灯火類も日本仕様に準じていることがほとんどなので、外装よりもエンジン、サスペンション、ブレーキなどの機能部品を日本仕様の純正品または日本製のアフターマーケット品に交換してJDMとすることが多い。中にはそれらの機能部品を日本からまとめて個人輸入し、現地仕様車に丸ごとスワップしている例も見られる。
以下は代表的な改造点の一例である。
- チューンナップパーツなどは日本の著名なメーカーの現地法人製品を用いるか、GTレースなどで活躍する著名メーカーの製品などを用いる。
- 日本の高性能ホイールを模した現地メーカーのコピー品を用いることもある。
- ホイールサイズの主流は14〜16インチであるが、一部JTCCやS耐、D1など日本のレースの影響、あるいは現地でのカスタムの通例により大径ホイールを用いることもある。
- 外装はUSDMを下地にすることが多い。
- 日本国内仕様のバッジ類装着。レクサス IS200をトヨタ アルテッツァ仕様に変更するなど。
- ウインカーはオレンジ（アンバー）を用いることがある（これは現地で日本車＝オレンジウインカーという一定の認識があるため）。
- 灯火類の点灯方法は北米と同様に行う（現地では日本の灯火の点灯方法についてまでを調査し、変更を行っている場合が少ないため）。
- カーボン製パーツを装着することがある。
- 1980年代中頃までに生産された旧車には、ドアミラーを取り外してフェンダーミラーを装着する。
- 日本仕様にしか用意されていないフェイス周りに換装する。(日本名：日産・シルビア、トヨタ・カローラレビン、トヨタ・カレン等。例えば240SX(S13)の場合だと、ハッチバック(≒180SX)だけでなくノッチバック(≒S13型シルビア)もリトラクタブルヘッドライトになっている(所謂ワンビア)ため、日本仕様の固定式ヘッドランプ(及びフェンダー・ボンネット・バンパーと言った付随パーツ)に変更する。)
- 装飾として、日本の車庫証明ステッカー（保管場所標章）、初心者マーク、高齢者マーク、JAFエンブレムなどを装着する。多くはネットオークションで購入するか、自作する場合もある[1]。

日本製エアロパーツを用いて外観をカスタムすることもJDMとしては成立しえるが、現地ではストリートレーサーを中心としてJDMが普及していることから、必ずしも主流ではなく（現地のストリートレーサーは、フルタイプのエアロよりもリップスポイラー等の方が装着率が高い）、日本国内においてはそれでJDMを演出することは走り屋と同一視される可能性が高いために難易度が高いとされている。また、その際に用いられる日本製エアロパーツは、チューンナップパーツなどと同様に現地法人があるものの他に、有名なGTレースへの露出度の高い等、現地において認知されているメーカーの製品が多い。
2010年には現地でVIPカーの所謂『ツライチ』を参考にした『ヘラフラッシュ』が流行しており、それを逆輸入する形で日本でも流行の兆しがある。ヘラフラッシュは日本におけるツライチと同義語であるが、そのツラ（車両を前もしくは後ろから見た時のフェンダーとタイヤ、もしくはホイールのリムの面の位置関係）具合によって呼び方が複数存在する。さらにこの流れから、ヘラフラッシュに極端な車高ダウンを加えた（その状態で走行可能なようにフェンダーなど車体側の加工等も行う）『スタンス』というスタイルが生まれ、こちらも日本に逆輸入する形で流行している。